# Михальчук, Игорь Васильевич
И́горь Васи́льевич Михальчу́к (укр. Ігор Васильович Михальчук; 4 марта 1964) — украинский военнослужащий, подполковник, участник российско-украинской войны. Герой Украины (2022).

## Биография
Игорь Михальчук окончил Национальный технический университет «Харьковский политехнический институт». Служит в Вооружённых силах Украины, участвует в боевых действиях с 2014 года, в том числе в зоне АТО/ООС.
В феврале 2022 года, во время полномасштабного вторжения России в Украину, подполковник Михальчук командовал танковым батальоном во время обороны Беловодска в Луганской области.

## Награды
- Звание «Герой Украины» с вручением ордена «Золотая Звезда» (2 марта 2022) — за личное мужество и героизм, проявленные в защите государственного суверенитета и территориальной целостности Украины, верность военной присяге[1].
- Орден Богдана Хмельницкого III степени (28 февраля 2022) — за личное мужество и высокий профессионализм, проявленные в защите государственного суверенитета и территориальной целостности Украины, верность военной присяге[2].